# 젝스키스 에이틴
젝스키스 에이틴(SECHSKIES Eighteen)은 한국에서 제작된 2017년 다큐멘터리 영화이다. 은지원 등이 주연으로 출연하였다.

## 출연

### 주연
- 은지원
- 이재진
- 장수원
- 김재덕
- 강성훈

## 제작진
- 프로듀서: 오윤동